# Полустанок (фільм, 1963)
«Полустанок» (рос. «Полустанок») — російський радянський художній фільм режисера Бориса Барнета.

## Сюжет
Академік Павло Павлович (Василь Меркур'єв) у великому місті надірвав здоров'я і за порадою лікарів вирушає в село, де він міг змінити обстановку, подихати свіжим повітрям, зайнятися на дозвіллі живописом. Загалом піти від суєти повсякденного міського життя.
Однак після прибуття на місце він бачить, що надії на спокій і тишу виявляються марними: відпускника проти його волі втягують у події місцевого масштабу, настільки ж кумедні, як і серйозні.

## У ролях
- Василь Меркур'єв - Павло Павлович, академік
- Катерина Мазурова - Бабця Тетяна
- Надія Румянцева - рахівниця Сіма
- Борис Новиков - бригадир колгоспу Грубоухов
- Ада Березовська - доярка Клавка
- Єлизавета Никіщихина - продавчиня Зойка
- Олександр Потапов - тракторист Іван
- Людмила Марченко
- Валерій Рижаков - шофер Вася

## Знімальна група
- Режисер: Борис Барнет
- Сценаристи: Радій Погодін, Борис Барнет
- Оператор: Сергій Полуянов
- Композитор: Кирило Молчанов
- Художник: Василь Щербак